# Registrierung (Musik)
Die Registrierung bezeichnet in der Musik
- eine Auswahl aus einer Menge von Registern, die beim Vortragen eines (Teils eines) Musikstücks benutzt werden soll. Üblicherweise wird der Begriff Registrierung nur dann verwendet, wenn aus der Gesamtheit der vorhandenen Register weitgehend frei gewählt werden kann.
- den Vorgang des konkreten Auswählens der Register („registrieren“).

Die Registrierung ist ein charakteristisches Merkmal des Orgel-, Harmonium- und Cembalospiels, wo sie die Klangfarbe und Lautstärke bestimmt. Mit steigender Anzahl von zu ziehenden oder abzustoßenden Registern beim Wechsel der Registrierung unterstützen den Spieler so genannte Kombinationen oder, falls diese fehlen, nicht ausreichen oder trotz Spielhilfen nicht bedient werden können, ein oder zwei Registranten.
Unter Einregistrieren versteht man die Einrichtung eines Orgelstückes auf eine bestimmte Orgel durch den ausführenden Organisten. Dies ist ein nötiger Vorgang, da keine Orgel der anderen gleicht. Je nach Orgelgröße, vorhandenen technischen Vorrichtungen wie etwa Setzern und gespielter Literatur (siehe Orgelmusik) kann das Einregistrieren eines einstündigen Orgelkonzertes mehrere Stunden in Anspruch nehmen. Unter Registrierprobe versteht man eine Probe mit Registranten, in der die genaue zeitliche Abfolge von Registerwechseln und Registriervorgängen eingeübt werden.
Es gibt – je nach Epoche und musikalischer Landschaft – Standardregistrierungen wie zum Beispiel Plenum, fonds doux oder grand chœur. Detaillierte Registeranweisungen von Komponisten im Notentext sind seit dem 17. Jahrhundert in Gebrauch.